# Nicolas Roy (réalisateur)
Nicolas Roy est un réalisateur et monteur québécois. Son court métrage Ce n’est rien (It Is Nothing) est sélectionné en compétition officielle au Festival de Cannes 2011 dans la section des courts métrages. Son premier long métrage, Guerres (Wars), est présenté en compétition au Festival international du film de Karlovy Vary 2021, où l’actrice Éléonore Loiselle reçoit le prix de la meilleure interprétation féminine.

## Parcours
Nicolas Roy réalise plusieurs courts métrages présentés dans des festivals internationaux, dont Novembre (2001), Léo (2003), Petit dimanche (2006) et Jour sans joie (2010). En 2011, Ce n’est rien est projeté en compétition officielle à Cannes.
En 2021, son long métrage Guerres (Wars) est présenté au Festival international du film de Karlovy Vary et fait l’objet de critiques dans la presse québécoise et internationale, notamment La Presse, Le Devoir, Variety et Screen Daily.,,

## Filmographie
Long métrage (réalisation)
- 2021 : Guerres (Wars) — réalisation, montage[8]

Courts métrages (réalisation)
- 2018 : Nuit pour jour — réalisation, montage[9]
- 2011 : Ce n’est rien (It Is Nothing) — réalisation, montage[10]
- 2010 : Jour sans joie — réalisation[11]
- 2006 : Petit dimanche — réalisation[12]
- 2004 : Léo — réalisation[13]
- 2001 : Novembre — réalisation[14]

Montage (sélection)
- 2010 : Curling — réal. : Denis Côté[15]
- 2012 : Bestiaire — réal. : Denis Côté[16]
- 2012 : Le Torrent — réal. : Simon Lavoie[17]
- 2013 : Les 4 soldats — réal. : Robert Morin[18]
- 2013 : Vic + Flo ont vu un ours — réal. : Denis Côté[19]
- 2014 : Que ta joie demeure — réal. : Denis Côté[20]
- 2014 : Corbo — réal. : Mathieu Denis[21]
- 2015 : Here in Lisbon – Episodes of a City — film collectif (montage parmi l’équipe)[22]
- 2016 : Boris sans Béatrice — réal. : Denis Côté[23]
- 2017 : Ta peau si lisse — réal. : Denis Côté[24]
- 2019 : Répertoire des villes disparues (Ghost Town Anthology) — réal. : Denis Côté[25]
- 2021 : Hygiène sociale — réal. : Denis Côté[26]
- 2021 : Guerres (Wars) — réal. : Nicolas Roy[27]

## Distinctions
- 2011 : sélection officielle – compétition courts métrages, Festival de Cannes 2011 pour Ce n’est rien[28]
- 2021 : prix de la meilleure actrice (Éléonore Loiselle) au Festival international du film de Karlovy Vary 2021 pour Guerres[29]